# Kalikuto
Kalikuto is een bestuurslaag in het regentschap Magelang van de provincie Midden-Java, Indonesië. Kalikuto telt 2799 inwoners (volkstelling 2010).